# Dự án Montauk
Dự án Montauk là một thuyết âm mưu cho rằng có một loạt dự án bí mật của chính phủ Mỹ được tiến hành tại vườn quốc gia Camp Hero hoặc Trạm Không quân Montauk ở Montauk, Long Island, với mục đích phát triển các kỹ thuật chiến tranh tâm lý và nghiên cứu kỳ lạ bao gồm cả du hành thời gian. Câu chuyện về Dự án Montauk bắt nguồn từ loạt sách Montauk Project của Preston Nichols lồng ghép những câu chuyện đó với những câu chuyện về vụ Thí nghiệm Philadelphia.